# Fojutowo
Fojutowo – kolonia borowiacka w Polsce, położona w województwie kujawsko-pomorskim, w powiecie tucholskim, gminie Tuchola, na południowym skraju Borów Tucholskich w obrębie Tucholskiego Parku Krajobrazowego. Miejscowość jest częścią składową sołectwa Legbąd.
W latach 1975–1998 wieś administracyjnie należała do woj. bydgoskiego.

## Akwedukt w Fojutowie
Niedaleko osady znajduje się unikatowy zabytek architektury hydrotechnicznej, wzorowany na antycznych rzymskich budowlach – akwedukt, będący skrzyżowaniem dwóch cieków: Czerskiej Strugi (płynącej dołem) i Wielkiego Kanału Brdy (płynącego górą). Budowla ma 75 m długości, co czyni z niej najdłuższy taki obiekt w Polsce. Akwedukt wzniesiono w latach 1845–49 w celu doprowadzenia wody z Brdy do kompleksu Łąk Czerskich w rejonie Czerska. Akwedukt powstał z kamieni i żółtej cegły łączonych wapnem, w dnie uszczelnionych szkłem wodnym (wodą szklaną) i lepikiem. W latach 70. XX wieku podczas remontu sklepienia część cegieł zastąpiono płytami żelbetowymi, które naruszyły pierwotny wygląd obiektu i bardzo go zeszpeciły. Dopiero podczas kolejnego remontu w 2002 roku płyty zostały pokryte płytkami na wzór cegły. Pod sklepieniem tunelu biegnie kładka, którą można przejść wzdłuż Czerskiej Strugi. Różnica poziomów dna obydwu cieków wynosi 11 metrów. 
Dziś akwedukt można zwiedzać po wyznaczonej trasie. Spaceruje się górą wzdłuż kanału, przekraczając go potem po drewnianym mostku, następnie dołem - idąc w tunelu pomostem nad Czerską Strugą.

## Historia
Pruscy inżynierowie wymyślili, że wody Brdy mogą posłużyć do nawodnienia rozległych pustkowi w okolicach Legbąda, a nazwanych później Czerskimi Łąkami. Trzeba ją tylko dostarczyć kanałem. 
Do przeprowadzenia takiej operacji należało jednak spiętrzyć Brdę o ok. 12 metrów i wykopać 30-kilometrowy rów. Zapora powstała w Mylofie i tam też - 12 m nad lustrem naturalnego koryta Brdy - rozpoczyna się bieg Wielkiego Kanału Brdy.

## Galeria zdjęć

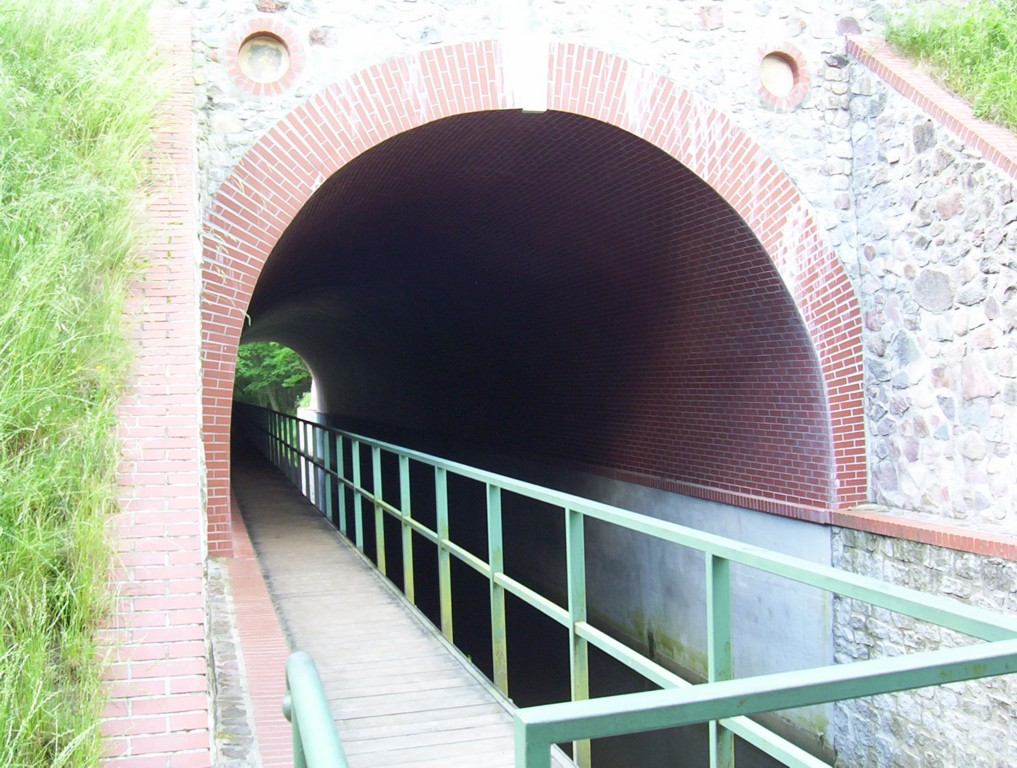
Akwedukt w Fojutowie
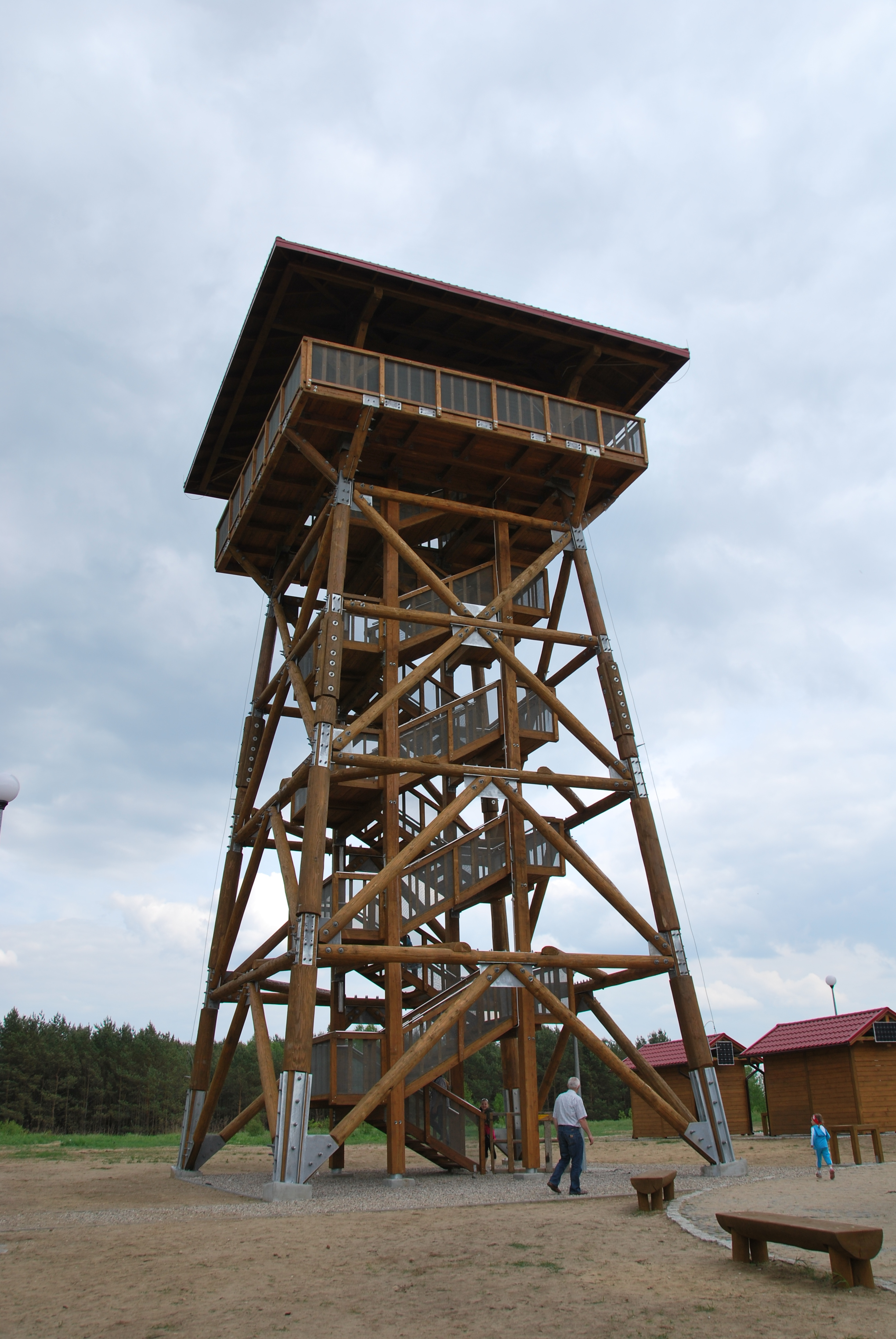
Wieża widokowa
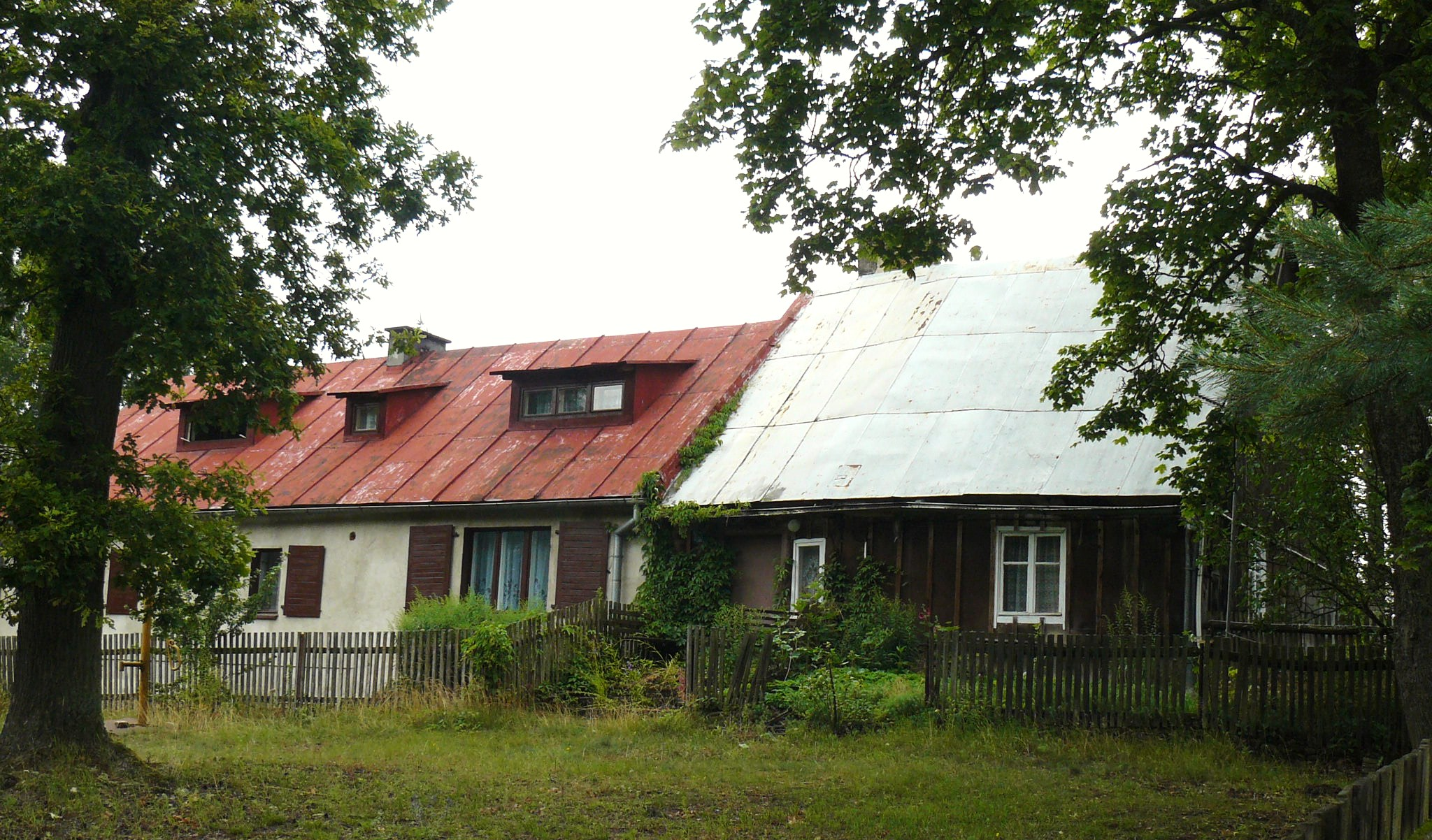
Stara architektura